# Moravská klobása
Moravská klobása je druh klobásy, která pochází z Moravy. Její receptura se vyvíjela a bývá různá dle jednotlivých oblastí. Od poloviny 20. století byla v Československu stanovena na tuto klobásu oborová norma. Moravská klobása je charakterizována jako výrobek obsahující hrubě sekané maso, z jedné třetiny hovězí a ze dvou třetin vepřové. Koření se pepřem, kmínem, paprikou a česnekem, plní se do tenkých vepřových střev.

Zrušením závazných potravinářských norem počátkem 90. let 20. století došlo k poklesu kvality i u Moravské klobásy, kam někteří výrobci za účelem zlevnění výroby či zvýšení zisku přidávají různé levné náhražky.